# Bahnen des Rhein-Wupper-Kreises
Die Bahnen des Rhein-Wupper-Kreises, zunächst Bahnen im unteren Kreis Solingen, waren ein Nahverkehrsunternehmen des ehemaligen Kreises Solingen, dem späteren Rhein-Wupper-Kreises und betrieben zwischen 1911 und 1955 regelspurige Straßenbahnen, sowie eine Kleinbahn. Heute befinden sich die bedienten Orte in den kreisfreien Städten Solingen und Leverkusen sowie im Kreis Mettmann.

## Geschichte

### Planungen
Erste Projekte für die Errichtung einer Straßenbahn auf dem Gebiet des damaligen Kreises Solingen gehen auf das Jahr 1907 zurück. Zu diesem Zeitpunkt planten die Unternehmen Elektrizitäts-AG vormals W. Lahmeyer & Co. (EAG) und Felten & Guilleaume die Verlängerung der Mülheimer Kleinbahnen von Mülheim am Rhein über Opladen nach Langenfeld. Die geplante Streckenführung wurde durch die Landespolizei am 3. Juli 1908 geprüft. Im August 1908 wurde zwischen dem Landkreis Solingen und einem Tochterunternehmen der EAG, der Rheinisch-Westfälische Elektrizitätswerke AG (RWE), ein Vertrag über den Bau und den Betrieb von fünf Straßenbahnlinien unter dem Namen Bahnen im unteren Kreis Solingen geschlossen. Der Kreis stellte aus dem Kleinbahnfonds der Rheinprovinz der RWE ein Darlehen über 2,405 Millionen Mark zur Verfügung, um die Strecken zu bauen.
Es handelte sich um folgende Strecken:
- Normalspur
  - Opladen – Langenfeld – Richrath – Hilden
  - Langenfeld – Benrath
  - Opladen – Burscheid
- Meterspur
  - Immigrath – Landwehr – Ohligs
  - Landwehr – Höhscheid

Entgegen den Planungen wurden die für das Jahr 1912 geplanten Linien von Langenfeld nach Benrath und von Opladen nach Burscheid nicht gebaut. Dafür wurden die beiden meterspurig geplanten Straßenbahnlinien in Regelspur errichtet. Eigentümer war der damalige Kreis Solingen.

### Bau der Straßenbahnen
Im Einzelnen entstanden folgende normalspurige Straßenbahnstrecken mit einer Gesamtlänge von 20,6 Kilometern.
| Eröffnungsdatum    | Strecke                       | Länge  |
| ------------------ | ----------------------------- | ------ |
| 22. Juli 1911      | Opladen – Immigrath           | 8,0 km |
| 28. September 1911 | Immigrath – Landwehr – Ohligs | 7,3 km |
| 21. März 1913      | Landwehr – Höhscheid          | 5,3 km |

Die Betriebsspannung betrug 780 Volt Gleichstrom. Bis auf 2 km auf eigenem Gleiskörper verlief der Großteil der Strecken innerorts neben oder auf der Straße und außerorts direkt neben dem Straßenpflaster. Die Bahnstrecke Opladen–Hilden wurde in Immigrath mittels einer hohen Brücke überquert. In Immigrath befand sich außerdem der Betriebshof.
Im Jahr 1930 folgte eine Umbenennung des Betriebs in Straßenbahn Opladen – Ohligs. Die Bahn hatte zu diesem Zeitpunkt Kontakt mit zahlreichen Nachbarbetrieben. So traf man in Opladen auf die Mülheimer Kleinbahnen, später Kölner Straßenbahnen, in Ohligs auf die Solinger Kreisbahn und die Bergische Kleinbahn, später Rheinbahn, in Höhscheid an die Solinger Stadtbahn und in Langenfeld an die Kleinbahn Langenfeld–Monheim–Hitdorf (heutige Bahnen der Stadt Monheim).
Am 31. Januar 1954 fuhr der letzte Zug auf der Strecke von Landwehr nach Höhscheid und am 30. Juni 1955 folgte die Stilllegung der Strecke von Opladen nach Ohligs.

### Kleinbahn Opladen-Lützenkirchen
Die 4,6 Kilometer lange normalspurige Strecke von Opladen nach Lützenkirchen wurde am 15. April 1914 als Kleinbahn des Kreises Solingen eröffnet. Sie wurde ab 1. Januar 1952 in eine Straßenbahn umkonzessioniert und stellte ihren Betrieb am 11. Juli 1955 ein. Während der gesamten Betriebszeit wurde auch Güterverkehr abgewickelt.

### Weitere Unternehmensgeschichte
Betriebsführer war für die Straßen- und Kleinbahnstrecken RWE, ab 1936 dessen Tochter, die Rheinisch-Westfälische Straßen- und Kleinbahnen GmbH in Essen. Ab 1. Juli 1942 übernahm die Stadt Opladen diese Aufgabe und ab 1. Juli 1947 der Rhein-Wupper-Kreis.
Der Kreis Solingen war ab 1. August 1929 im Kreis Solingen-Lennep, 1931 umbenannt in Rhein-Wupper-Kreis, aufgegangen. Doch setzte sich der Begriff Bahnen des Rhein-Wupper-Kreises erst nach dem Zweiten Weltkrieg durch. Da der Kreis zu diesem Zeitpunkt schon einen flächendeckenden Busbetrieb unterhielt, war er bemüht, den Straßenbahnbetrieb so schnell wie möglich einzustellen, sodass die drei Strecken 1954 und 1955 stillgelegt wurden.
Am 4. Juli 1969 fusionierten die Bahnen des Rhein-Wupper-Kreises mit der Kraftverkehr Wupper-Sieg AG, der Sitz wurde von Langenfeld nach Leverkusen verlegt. Unter dem Namen „Wupsi“ betreibt dieses Unternehmen bis heute den Busverkehr in Leverkusen und Umgebung.

## Wagenpark
Der Wagenpark der Straßenbahn, sowie des Personenverkehrs der Kleinbahn, bestand aus zweiachsigen Trieb- und Beiwagen. Zunächst hatten die Wagen eine dunkelgrüne Farbgebung, später elfenbein. Es gab zwei Generationen von Triebwagen, von der Eröffnung 1910/11, sowie neue Triebwagen aus den frühen 1950er Jahren. Ein Großteil des Wagenparks wurde nach Stilllegung der Bahnen an andere Straßenbahnbetriebe abgeben, ein Wagen ist noch heute museal erhalten.
| Nummer                           | Hersteller               | Baujahr    | Verbleib |
| Triebwagen                       | Triebwagen               | Triebwagen | Triebwagen |
| -------------------------------- | ------------------------ | ---------- | --- |
| 2, 6-12                          | Weyer, Siemens           | 1910       | 1955 Wagen 2 zur Straßenbahn Köln (227), nach Umbau zu Arbeitstriebwagen dort 1962 ausgemustert; andere 1955 ausgemustert                                                   |
| 13-19                            | Uerdingen, AEG           | 1911       | 1954 Wagen 13, 16 zur Straßenbahn Köln (228, 229), dort 1958 als 3229 ausgemustert, anderer Triebwagen als Arbeitstriebwagen 1961 ausgemustert; andere ab 1953 ausgemustert |
| 20-21                            | Westwaggon, SSW          | 1950       | 1955 zur Straßenbahn Bremerhaven (71, 72) |
| 22-24                            | Westwaggon, AEG, Siemens | 1952       | 1955 zur Straßenbahn Bremerhaven (68-70). Wagen 68 ist im Hannoverschen Straßenbahnmuseum erhalten.                                                                         |
| Beiwagen                         |                          |            | |
| 51-57                            | Herbrand                 | 1911       | 1955 Wagen 52, 53, 55, 57 zur Straßenbahn Duisburg (63-66), dort 1961/62 ausgemustert; andere ab 1952 ausgemustert                                                          |
| 59-62                            | Schöndorff               | 1921       | 1951 Wagen 60-61 zur Kleinbahn Wesel-Rees-Emmerich, 1955 Wagen 59, 62 zur Straßenbahn Duisburg (61, 62), dort 1960/61 ausgemustert                                          |
| Elektrolokomotiven der Kleinbahn |                          |            | |
| 101                              | AEG                      | 1913       | 1955 ausgemustert |
| 102                              |                          | 1908       | 1924 von Mülheimer Kleinbahnen, 1956 ausgemustert |